# Escalada a Montjuïc
De Escalada a Montjuïc (letterlijk: beklimming van de Montjuïc) was een eendaagse wielerwedstrijd in en om Barcelona, Spanje die middels een criterium van vijf ronden van vijf kilometer en een individuele tijdrit met finish bergop op de Montjuïc werd verreden.
In 1965 werd de eerste editie in maart verreden, in oktober volgde de tweede editie al en zou vervolgens jaarlijks in oktober worden gehouden. De wedstrijd van 2005 was opgenomen in de UCI Europe Tour 2006, in deze competitie had de koers een 1.2-status.
De wedstrijd werd georganiseerd door Esport Ciclista Barcelona en telt naast een wegwedstrijd voor profs ook een wedstrijd voor vrouwen, veteranen en jongere renners. In 2006 en 2007 was het een nationale wedstrijd.

## Lijst van winnaars
1965¹ in maart, 1965² in oktober

### Meervoudige winnaars
| Overwinningen | Renner             | Land        | Jaren                                   |
| ------------- | ------------------ | ----------- | --------------------------------------- |
| 6             | Eddy Merckx        | België      | 1966 + 1970 + 1971 + 1972 + 1974 + 1975 |
| 5             | Marino Lejarreta   | Spanje      | 1980 + 1982 + 1983 + 1988 + 1990        |
| 3             | Fabian Jeker       | Zwitserland | 1996 + 1998 + 2000                      |
| 2             | Raymond Poulidor   | Frankrijk   | 1967 + 1968                             |
| 2             | Michel Pollentier  | België      | 1976 + 1978                             |
| 2             | Claude Criquielion | België      | 1979 + 1984                             |
| 2             | Vicente Belda      | Spanje      | 1985 + 1986                             |
| 2             | Samuel Sánchez     | Spanje      | 2004 + 2005                             |

### Overwinningen per land
| Overwinningen | Land               |
| ------------- | ------------------ |
| 17            | Spanje             |
| 10            | België             |
| 5             | Zwitserland        |
| 5             | Frankrijk          |
| 3             | Italië             |
| 2             | Nederland          |
| 1             | Colombia , Rusland |